# 馬亞基 (敖德薩區)
46°24′44″N 30°16′23″E / 46.41222°N 30.27306°E

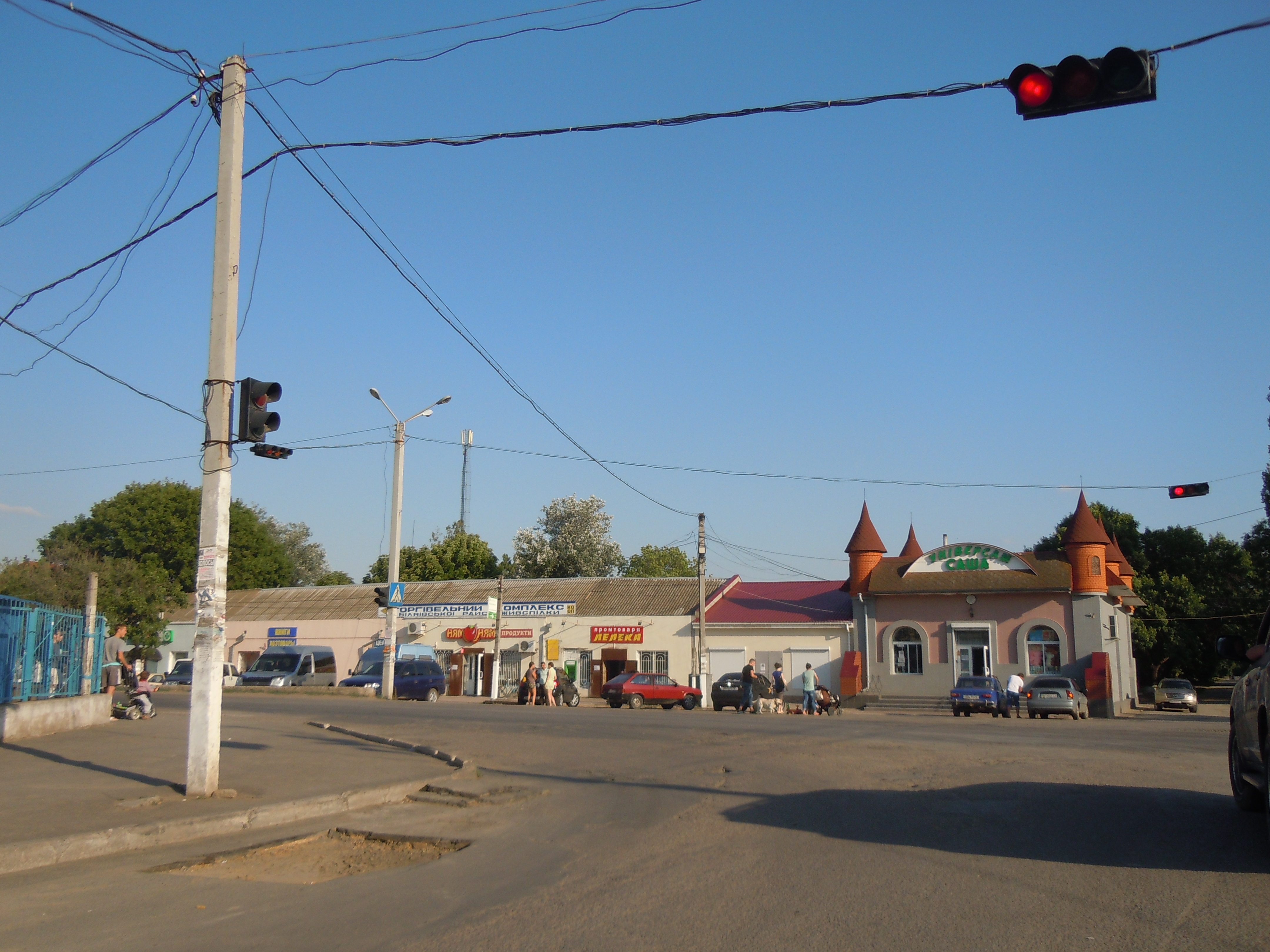

馬亞基（烏克蘭語：Маяки）是位於烏克蘭西南部的村莊，由敖德萨州敖德萨区的馬亞基市鎮負責管轄，並為該市鎮的行政中心。該村始建於1420年，面積6.75平方公里，海拔高度16米，2001年人口5,937，人口密度每平方公里879人。